# Yuri Ebihara
Yuri Ebihara (蛯原 友里 Ebihara Yuri?) (3 de octubre de 1979) es una modelo y actriz japonesa. Se graduó en la Universidad Kyūshū Sangyō, donde estudió bellas artes.

## Carrera
Su primer contrato como modelo llegó de la mano de la compañía CanCam, con la que firmó un contrato de exclusividad. Desde entonces ha hecho algunas apariciones en producciones televisivas, incluyendo una actuación en la serie Tokumei Kakarichō Tadano Hitoshi (TV Asahi, 2007).
Ampliamente conocida por su alias "Ebi-chan", es especialmente popular entre la población juvenil. Afirmó: "Si alguien no me encuentra atractiva, quiero saber el porqué, ya que de esa manera haré mi mayor esfuerzo para parecerle atractiva".
Desde 2009 ha sido modelo exclusiva de la revista de variedades juvenil AneCan. También apareció en la revista Domani en la edición de julio de 2015.

### Vida personal
En mayo de 2010, Ebihara se casó con el músico Ilmari de la agrupación Rip Slyme.

## Filmografía

### Cine
- Tokumei Kachō Tadano Hitoshi Saigo no Gekijōban (2008)

### Televisión
- Tokumei Kakarichō Tadano Hitoshi (2003)
- Salary Man Kintarō 4 (2004)
- Slow Dance (2005)
- Woman's Island: Kanojotachi no Sentaku (2006)
- Busu no Hitomi ni Koishiteru (2006)
- Oniyome Nikki Īyu Dana (2007)
- Doukyūsei: Hito wa, Sando, Koi o Suru (2014)